# Polidextrose
A polidextrose é uma fibra dietética solúvel utilizada pela indústria para a adição em alimentos e bebidas com a finalidade de fortificação e em estratégias de redução de açúcar e calorias. Como qualquer fibra alimentar, a polidextrose é um tipo de carboidrato que não é digerido. Ao contrário dos carboidratos digeríveis, é formada por uma grande e ramificada estrutura molecular que resiste à digestão e à absorção, o que caracteriza seu baixo valor calórico e benefícios para a função intestinal, entre outros benefícios atribuídos às fibras solúveis.
É utilizada pela indústria alimentícia em estratégias de redução de açúcar e calorias e como solução para o enriquecimento e fortificação com fibras, sendo empregada frequentemente na fabricação de bebidas e alimentos de baixa caloria .
Por ser formada por uma cadeia de glicose (dextrose), a polidextrose é comumente confundida com açúcar, uma associação equivocada (veja tópico Associação errônea ao açúcar e/ou adoçantes). Diferente do açúcar, as moléculas da polidextrose não podem ser quebradas e por isso não liberam glicose como outros carboidratos. Sendo um carboidrato não digerível, a polidextrose é caracteriza como fibra, não impactando a glicemia e não aportando calorias. A polidextrose não oferece gosto doce às formulações, e sim melhor textura, além do aporte de fibras.
No Brasil, é comercializado como ingrediente, podendo ser encontrado com as denominações Litesse® e Sta-Lite®.

## História
Nos anos 80 a empresa japonesa Otsuka descobriu a polidextrose, comercializada sob o nome Fibermini, esta substância proporcionava sabor e ao mesmo tempo textura. A polidextrose foi inicialmente comercializada pela Pfizer, estudada pelo professor Hans H. Rennhard.

## Características
A polidextrose é uma fibra dietética solúvel, ou seja, um polímero de carboidrato solúvel em água, altamente ramificado, que forma uma macromolécula composta de muitas subunidades repetidas denominadas dextroses (D-glicoses). Apesar do nome, não se trata de um açúcar. Suas moléculas se unem aleatoriamente numa conformação que não pode ser quebrada pelas enzimas digestivas humanas. Isto significa que, ao contrário dos carboidratos digeríveis, esta fibra é eliminada praticamente sem sofrer digestão e sem liberar moléculas de dextrose, contribuindo para o seu baixo valor calórico e resposta glicêmica.  
Com alta estabilidade a diferentes temperaturas e PHs, baixa viscosidade, alta solubilidade em água, propriedades de volume e texturização, e sabor neutro, a polidextrose é usada em uma ampla variedade de formulações de alimentos e bebidas. Pode ser comercializada em xarope, em pó e em blocos sólidos compactos. 
Seu valor calórico é de 1 kcal/grama. Após a sua ingestão, sofre mínima degradação, o que explica seu baixo valor calórico e o fato de ficar fora do ciclo de absorção, de elevação dos níveis de glicose e de insulina no sangue. 
A polidextrose pode ser consumida até 90 g por dia, ou 50 g como porção única, sem a ocorrência de efeitos gastrointestinais indesejáveis

## Uso pela indústria de alimentos
É utilizada pela indústria de alimentos como uma solução potencial para reduzir açúcar e calorias e aumentar o teor de fibras em produtos de diversas categorias, como panificados, lácteos, molhos, doces e bebidas.
Por apresentar baixo valor calórico e boa tolerância a processos industriais, é acrescentada em formulações como alternativa ao açúcar, apenas para repor ou restaurar o volume e a textura perdidos com a redução ou eliminação do açúcar (sacarose, xarope de glicose, entre outros), pois não tem sabor doce, que deve ser reposto de outras formas, por exemplo, com o uso de edulcorantes. As principais aplicações incluem sucos, bebidas em pó, barras de cereais, chocolates, biscoitos, bolos, doces em pasta, geleias, granolas, cereais, entre outros. 

## Benefícios
A ingestão de alimentos e bebidas enriquecidos com a fibra alimentar polidextrose beneficia o controle glicêmico, a saúde intestinal e o controle de peso.
Controle glicêmico: apesar de ser formada por uma longa cadeia de glicose, a formação ramificada da polidextrose impede que ela seja quebrada pelas enzimas digestivas, ou seja, ela passa intacta pelo sistema gastrointestinal, não atuando no aumento dos níveis de glicose e de insulina no sangue. Por este motivo, fornece apenas 1 kcal/grama. O valor representa uma redução de 75% em calorias se comparada a qualquer outro carboidrato totalmente metabolizável (4 kcal/grama).
Saúde intestinal: ajuda a promover a regularidade intestinal, tendo efeito no volume fecal. Em alguns países, é reconhecida por seu potencial efeito prebiótico (que estimula as bactérias benéficas e contribui com a produção de substâncias benéficas no cólon).
Controle de peso: apresenta baixo valor calórico e, por ser uma fibra, atua diretamente na sensação de saciedade, o que auxilia no controle de peso.
Além dos benefícios acima citados, a ingestão de alimentos enriquecidos com polidextrose ajuda a alcançar a recomendação da Organização Mundial da Saúde, que orienta o consumo mínimo de 25g/dia de fibras.

## Associação errônea ao açúcar e/ou adoçantes
Por ser formada por uma cadeia de glicose (dextrose), a polidextrose é comumente apontada como um açúcar, uma associação equivocada. Diferente do açúcar, as moléculas da polidextrose não podem ser quebradas e por isso não liberam glicose como outros carboidratos. Sendo um carboidrato não digerível, a polidextrose é caracteriza como fibra, não impactando a glicemia e não aportando calorias.

A confusão com açúcar e/ou adoçante também ocorre devido ao fato de a polidextrose ser usada pela indústria alimentícia como uma estratégia para redução de açúcar e calorias nas formulações, estando bastante presente em produtos dietéticos e de baixo valor calórico. A polidextrose, porém, não oferece gosto doce às formulações, e sim volume e textura, além do aporte de fibras. 